# Varitrella saussurei
Varitrella saussurei är en insektsart som först beskrevs av Carl Stål 1877.  Varitrella saussurei ingår i släktet Varitrella och familjen syrsor. Inga underarter finns listade i Catalogue of Life.